# Departamento de Soto (Panamá)
Soto fue un efímero departamento que formó parte del Estado Soberano de Panamá (Colombia). Fue creado en 1858, a partir del territorio oriental del departamento de Coclé, más el territorio de San Carlos de Chirú (hoy distrito de Panamá Oeste). Tenía por cabecera a Penonomé.

## Historia
El departamento de Soto fue creado en 1858 a partir del departamento de Coclé por problemas administrativos, unos tres años después de su fundación (la zona occidental de Coclé se convertiría en el departamento de Natá). No obstante, el departamento tuvo una fugaz existencia, ya que en 1860 volvería a ser fusionado con Natá para restituir el departamento de Coclé.
La línea divisoria entre ambos departamentos fue el río Grande.

## División territorial
El departamento consistía de los distritos de Penonomé (que incluía al actual distrito de Donoso en Colón), La Pintada y Antón (al cual le fue añadido San Carlos de Chirú).